# ヤシン・ペリヴァン
ヤシン・ペリヴァン（Yasin Pehlivan、1989年5月1日 - ）はオーストリア・ウィーン出身のサッカー選手。チャイクル・リゼスポルに所属している。ポジションはボランチ。オーストリア国籍のみならずトルコ国籍も保有している。

## 経歴
13歳の頃にオーストリア・ブンデスリーガに所属するSKラピード・ウィーンの育成部門へ移籍。18歳でセカンドチームへ、19歳でトップチームへの昇格を果たした。当時のU18チーム及びセカンドチームでのチームメートには後にイングランド・プレミアリーグのアストン・ヴィラFCに引き抜かれるアンドレアス・ヴァイマンらがいた。
2009年2月22日のFCレッドブル・ザルツブルク戦でオーストリア・ブンデスリーガでの初出場を果たした。2009年12月には「Toto 最優秀新人賞」を受賞した。
UEFAヨーロッパリーグではドイツ・ブンデスリーガのハンブルガーSVを相手に3-0で、イングランド・プレミアリーグのアストン・ヴィラFCを相手に3-2で勝利を収めた試合などで中盤の守備を強化する中心選手としてSKラピード・ウィーンの躍進の原動力となった。
2011年の夏、本来ならばまだSKラピード・ウィーンとの契約を2年間残していたが、トルコ系オーストリア人である本人は「両親の故郷でプレーしてみたい」との希望もあり、当時スュペル・リグ4位の好成績を残していたガズィアンテプスポルと5年契約を結んだ（SKラピード・ウィーンに支払われた違約金は100万ユーロ）。
2013年の夏以降は同じくスュペル・リグに属するブルサスポルとカイセリ・エルジイェススポルでプレー。給料未払いなどもあり、2015年6月の時点で無所属になった。2015年8月からはボランチのボランチで怪我人が続出していたFCレッドブル・ザルツブルクと1年契約を結び、オーストリア・ブンデスリーガで優勝した。

## プレースタイル
闘争心溢れるプレーと豊富な運動量を土台としたアグレッシブな守備とボール奪取能力、1対1の強さなどが高く評価されるボランチ。ボールを奪った後は素早くシンプルに攻撃の選手にボールを繋ぎ、自らは中盤の底で守備を整えながらチーム全体のバランスを取るケースが多い。

## 代表歴
20歳で既にA代表デビューを果たしていたが、同じポジションに代表でセントラルミッドフィルダーのポジションでプレーするダヴィド・アラバ（FCバイエルン・ミュンヘン）やユリアン・バウムガルトリンガー（バイエル・レバークーゼン）、ズラトコ・ユヌゾヴィッチ（ヴェルダー・ブレーメン）、シュテファン・イルザンカー（RBライプツィヒ）らがいるため、2012年以降は長い間召集されていなかったが、2015年6月に代表に復帰した。

## タイトル

### クラブ
ガズィアンテプスポル
- Spar-Totoカップ 優勝 ： 2011-12

FCレッドブル・ザルツブルク
- オーストリア・ブンデスリーガ優勝 ： 2015-16
- オーストリア・カップ優勝 ： 2015-16